# Stenhomalus basilewskyi
Stenhomalus basilewskyi là một loài bọ cánh cứng trong họ Cerambycidae.